# Federació de Societats Obreres de Balears
Federació de Societats Obreres de Balears (FSOB) fou una organització creada a instància dels socialistes mallorquins l'abril de 1903 que pretenia reunir la majoria dels sindicats obrers de les Illes Balears. De fet només agrupà seccions de Palma (18 societats i uns 1.500 obrers), i fou una continuació de la Federació Local creada el 1893. A partir del 1919 es mantingué al marge de la UGT i la CNT reuní entre 3.000 i 4.500 obrers. Nogensmenys, el 1922 els socialistes aconseguiren l'expulsió dels comunistes i anarquistes, i el 1925 la convertiren en la secció balear de la UGT.